# I’ll Just Hold On
«I’ll Just Hold On» — песня американского кантри-певца Блейка Шелтона с его 5-го студийного альбома Startin’ Fires, вышедшая отдельным синглом в феврале 2009 года на лейбле Warner Bros. Records. Песня была написана Бен Хайслипом (Ben Hayslip), Трой Олсеном (Troy Olsen) и Бриантом Симпсоном (Bryant Simpson).
Песня «She Wouldn’t Be Gone» стала вторым синглом с альбома, достигла № 8 в кантри-чарте Billboard Hot Country Songs.

## История
В марте 2009 году сингл «She Wouldn’t Be Gone» дебютировал на позиции № 60 в американском кантри-чарте Billboard Hot Country Songs и позднее в сентябре 2009 года достиг там позиции № 8. 
Сингл получил умеренные отзывы, например, от таких изданий, Country Universe (рейтинг C+), Roughstock.

## Чарты

### Еженедельные хит-парады
| Чарт (2009)                       | Высшая позиция |
| --------------------------------- | -------------- |
| США (Billboard Hot 100)           | 76             |
| США (Billboard Hot Country Songs) | 8              |

### Итоговые годовые чарты
| Чарт (2009)                  | Позиция |
| ---------------------------- | ------- |
| US Country Songs (Billboard) | 23      |